# Lucélia
Lucélia é um município brasileiro do estado de São Paulo. Sua população de acordo com o Censo 2022 (IBGE) era de 20 061 habitantes.

## História

### Origem
A colonização da região iniciou-se por volta de 1920, com a vinda de imigrantes russos e eslavos, atraídos pelo prolongamento da Companhia Paulista de Estradas de Ferro. João de Arruda abriu uma clareira e em 1929 construiu o primeiro rancho, dando início a um pequeno povoado no município de Martinópolis chamado de Baliza, que norteou o desbravamento da zona e que foi elevado a distrito em 1938.
Em 1939, o Dr. Luiz Ferraz de Mesquita (1890-1960), em missão técnica da Comissão de Divisão Judiciária e Administrativa, criou ao norte de Baliza junto com Max Wirth um novo loteamento, no espigão divisor dos rios Aguapeí e Peixe, bem na divisa dos municípios de Martinópolis, Guararapes e Valparaíso, e que recebeu o nome de Lucélia, nome com origem no latim lux coelis, que significa luz celestial, e que é formado por sílabas dos nomes do fundador e de sua mulher Cecília Mendes de Mesquita (1896-1986).

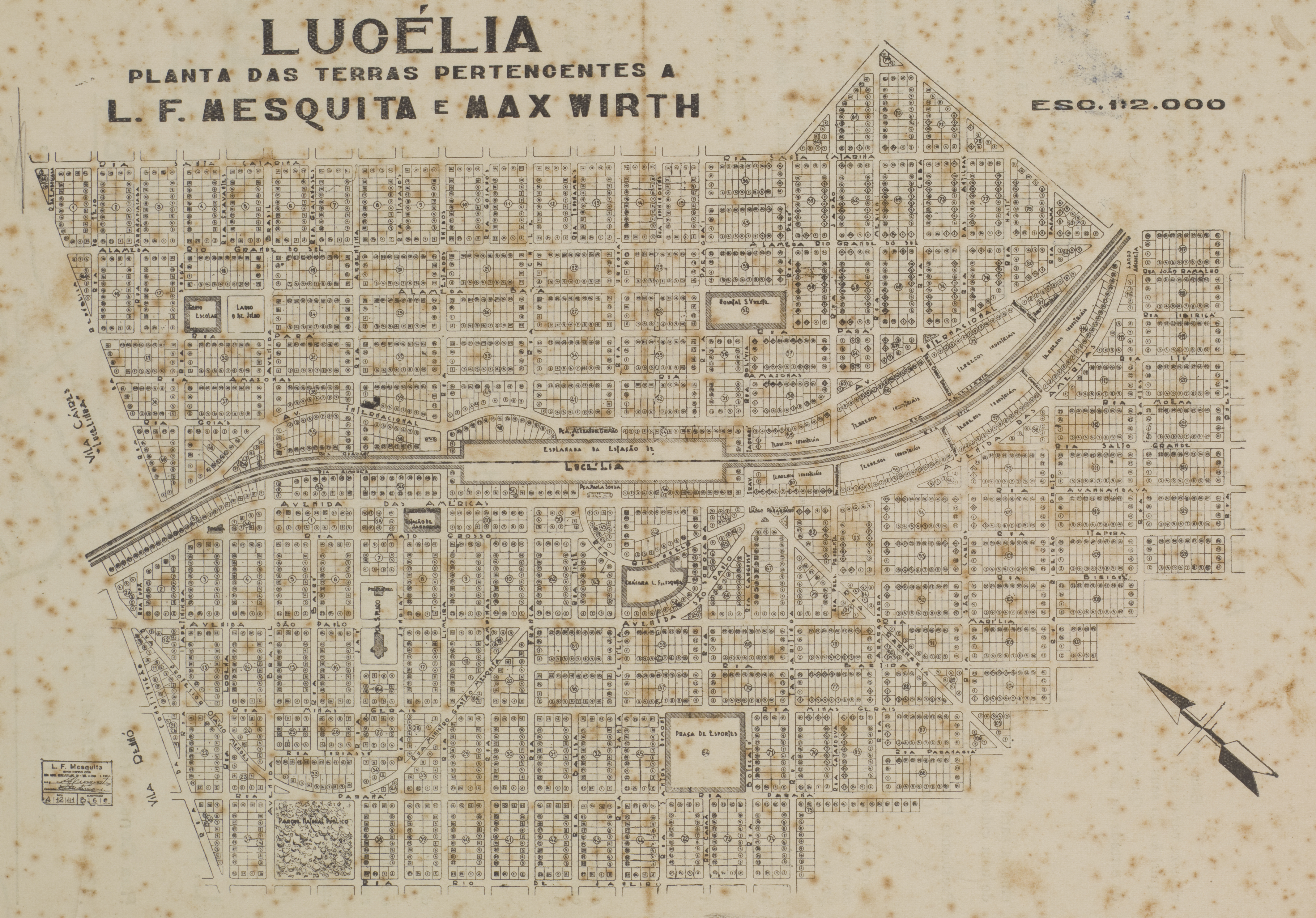
Planta original da cidade de Lucélia.

Mais tarde, fez-se o traçado da cidade de Lucélia, que se desenvolveu rapidamente, sendo elevada em 1944 à categoria de distrito e município ao mesmo tempo.

### Formação territorial-administrativa
- Distrito e município criado com a denominação de Lucélia pelo Decreto-Lei Estadual nº 14334 de 30 de novembro de 1944, com território desmembrado dos municípios de Andradina, Valparaíso, Guararapes, Martinópolis, Presidente Prudente, Presidente Bernardes, Santo Anastácio e Presidente Venceslau.[8]
- Pelo mesmo decreto-lei ficou constituído pelos distritos de Lucélia (sede), Aguapeí do Alto (atual Flórida Paulista), Guaraniúva (atual Pacaembu) e Gracianópolis (atual Tupi Paulista).[9]

Nesta época, com uma área territorial de 4 964 km², Lucélia era o terceiro maior município do estado de São Paulo.

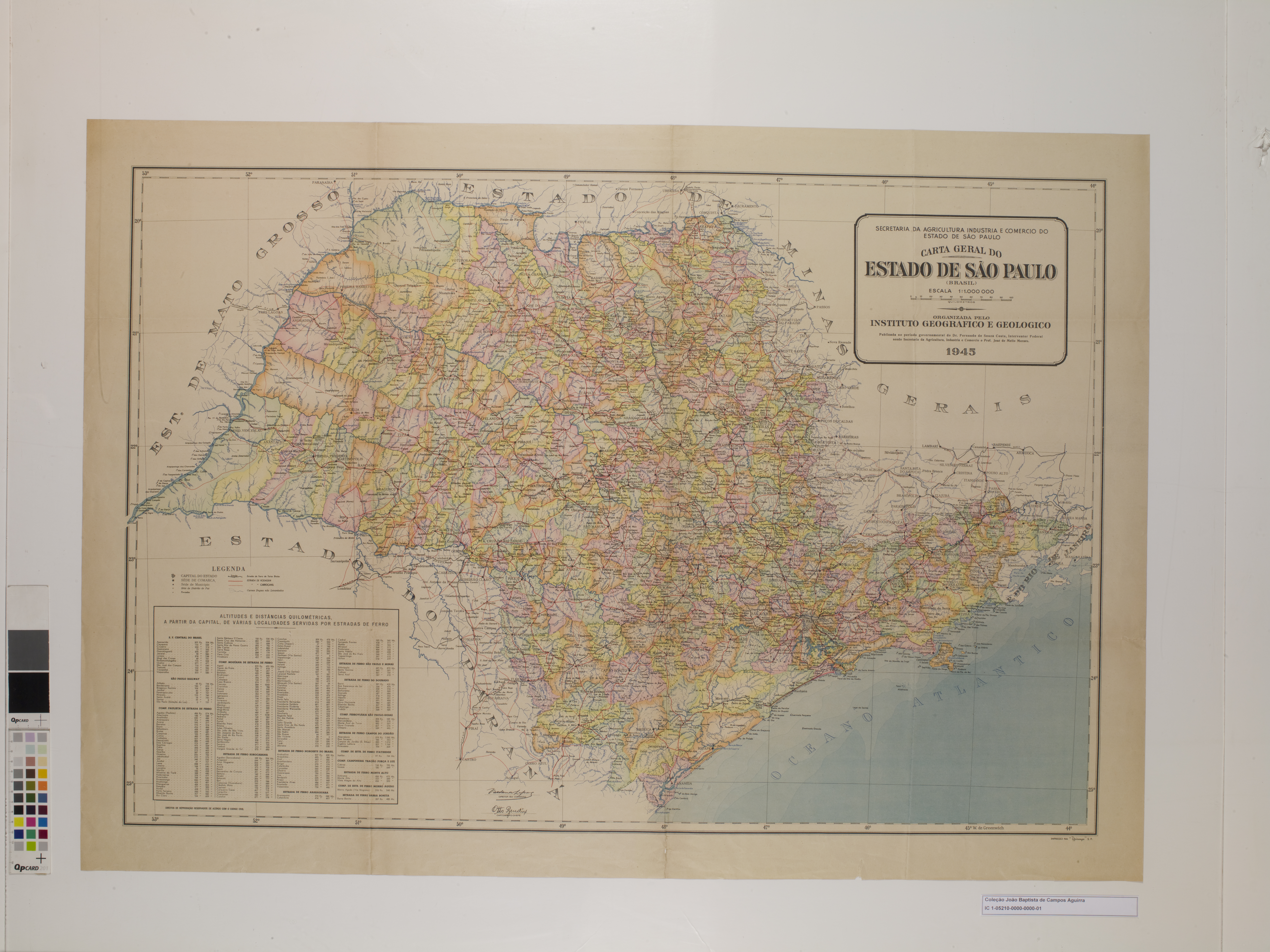
Mapa do estado de São Paulo (1944-1948), período em que Lucélia era o terceiro maior município paulista.

- A Lei Estadual nº 233 de 24 de dezembro de 1948 cria os municípios de Adamantina, Flórida Paulista (com sede no distrito de Aguapeí do Alto), Pacaembu (com sede no distrito de Guaraniúva), Junqueirópolis, Dracena, Tupi Paulista (com sede no distrito de Gracianópolis) e Pauliceia, todos desmembrados do município de Lucélia.[9]
- Pela mesma lei são criados os distritos de Ibirapuera (atual Inúbia Paulista) e Pracinha.[9]
- A Lei Estadual nº 5285 de 18 de fevereiro de 1959 cria o município de Inúbia Paulista, desmembrado de Lucélia.[9]
- A Lei Estadual nº 8550 de 30 de dezembro de 1993 cria o município de Pracinha, desmembrado de Lucélia.[9]

## Geografia
Localiza-se a uma latitude 21º43'13" sul e a uma longitude 51º01'08" oeste, estando a uma altitude de 438 metros.

### Hidrografia
- Rio Aguapeí
- Rio Aguapeí-Mirim - Reta Carlos Botelho
- Rio do Peixe

### Rodovias
- SP-294

### Ferrovias
- Linha Tronco Oeste da antiga Companhia Paulista de Estradas de Ferro.[11]

## Demografia

### Dados demográficos
Dados do Censo - 2000
População Total: 18.316
- Urbana: 15.698
- Rural: 2.618
- Homens: 9.472
- Mulheres: 8.844
- Densidade demográfica (hab./km²): 58,24
- Mortalidade infantil até 1 ano (por mil): 16,25
- Expectativa de vida (anos): 71,01
- Taxa de fecundidade (filhos por mulher): 1,98
- Taxa de Alfabetização: 88,58%

Índice de Desenvolvimento Humano (IDH-M): 0,782
- IDH-M Renda: 0,701
- IDH-M Longevidade: 0,767
- IDH-M Educação: 0,878

(Fonte: IPEADATA)

## Política e administração

### Governo
- Prefeita: Tatiana Guilhermino Tazinazzio Coelho Costa  (PV) (2021/2024)
- Vice-prefeito: Marcos Vicente Lima (PV)
- Presidente da câmara: Fagner Vinicius Bussi da Silva (MDB) (2021/2022)

### Símbolos municipais
Brasão
O Brasão de Armas do município de Lucélia foi instituído pela Lei Municipal nº. 583, de 05 de junho de 1959. Sua descrição é a seguinte:
- Escudo redondo azul, tendo no chefe à esquerda uma estrela de ouro, e à direita uma baliza de prata; no centro um triângulo vermelho com bordadura de ouro e carregado de um castelo do mesmo metal, fenestrado de preto; em ponta e em arco paralelo à linha do escudo, 8 (oito) estrelas de prata de cinco pontas; sobre o escudo uma coroa mural de ouro; nos lados, à direita, um ramo de café frutado em sua cor ; à esquerda, um ramo de algodão desabrochado e em cor natural; sob o escudo um listel de prata com números e letras pretas formando a data de 1944 e as palavras – LUCENT OFFICIA TUA LUCÉLIA.

## Infraestrutura

### Comunicações
O sistema de telefones automáticos foi inaugurado na cidade em 1979 pela Telecomunicações de São Paulo (TELESP), que também implantou o sistema de discagem direta à distância (DDD) em 1979 com o código de área (0189). Anteriormente a cidade era atendida pela Cia. Telefônica Alta Paulista.
Na década de 90 o código DDD da cidade foi alterado para (018), para padronização do sistema telefônico com a telefonia celular que estava sendo implantada em todo o estado.

### Educação
Escola Estadual José Firpo
A Lei Estadual nº 613 de 02 de janeiro de 1950 criava o Ginásio Estadual de Lucélia. Por impossibilidade de funcionamento, o prédio do então Ginásio "Visconde de Mauá", adquirido pela prefeitura, foi cedido ao Ginásio Salesiano, que possuía autorização para funcionamento.
Por decretos publicados em janeiro de 1953 foram lotados os cargos de secretário e diretor de escola e nomeados os professores para o provimento das diversas cadeiras. Até 1960, a escola funcionou em prédio cedido pela prefeitura, mas a partir de 01 de janeiro de 1961 mudou-se para edifício próprio, construído pelo IPESP.

## Cultura e lazer

### Clubes
Lucélia conta com vários clubes particulares, dotados de ótima estrutura para atender seus associados na prática esportiva e de lazer. Os principais são:
- Lucélia Tenis Clube
- Clube de Campo Max Wirth
- A.C.E.L - Associação Cultural e Esportiva Luceliense
- Clube dos Bancários
- A.A.B.B. - Associação Atlética Banco do Brasil
- Clube dos 40

### Salto Carlos Botelho
O Rio Aguapeí após a queda das águas no Salto Carlos Botelho, proporciona imensa beleza. A Cachoeira tem mais de 50 metros de extensão e 5 metros de altura. A queda d´água produz forte neblina que atinge os espectadores às margens do rio.
Ao lado do Salto Carlos Botelho nasceu o Clube de Campo Max Wirth. Com ótima estrutura, o clube conta com piscinas, churrasqueiras, restaurante/lanchonete e outros atrativos.
Com a construção do Clube de Campo a área chamou a atenção do Governo do Estado, que tornou o Salto Carlos Botelho "Ponto Turístico" do estado de São Paulo.

## Religião
Os primeiros vestígios do Cristianismo nessa região datam de 1904, com o Frei Segismundo de Canazé, com a colaboração de outros frades capuchinhos que igualmente trabalharam na missão ao lado dos índios coroados e xavantes. Atualmente o Cristianismo se faz presente na cidade da seguinte forma:

### Igreja Católica
- A igreja faz parte da Diocese de Marília.[25]

Igreja Matriz Paróquia Sagrada Família
A primeira capela foi construída em 1935 pelos imigrantes alemães, sob a denominação "Capela de Santo Antonio", no Bairro Colônia Paulista. Em 1939 foi edificada uma capela de madeira na avenida principal de Lucélia.
Em janeiro de 1944, o então bispo de Cafelândia, Dom Henrique César Fernandes Mourão nomeou o Pe. Bernardo Reckers para desenvolver os trabalhos pastorais em Lucélia. O padre já residia em Lucélia quando o Monsenhor Victor Mazzei da diocese de Cafelândia publicou em 25 de maio de 1945 o decreto de fundação da Paróquia Sagrada Família e confiou a ele o posto de primeiro vigário da nova comunidade.
Em 30 de junho de 1946, foi lançada a primeira pedra para a construção da nova matriz, que em virtude de um forte vendaval, desabou ainda em construção. Em 25 de fevereiro de 1955 foi lançada a pedra fundamental para a construção da atual Igreja Matriz, sendo a primeira missa celebrada em 8 de janeiro de 1960.

### Igrejas Evangélicas
Entre as igrejas protestantes históricas, pentecostais e neopentecostais, encontram-se na cidade:
- Assembleia de Deus Ministério do Belém.[28][29]
- Congregação Cristã no Brasil.[30]
- Igreja Batista